# 큰개자리 VY
큰개자리 VY(VY Canis Majoris, VY CMa)는 큰개자리에 있는 항성이다. 이 별은 19세기 초 제롬 랄랑드의 성표에 처음으로 등장한 이래 주목받아 온 천체이다. 현 시점에서 이 별은 물리적 부피가 매우 큰 항성의 반열에 들어가며 한때 관측 사상 가장 거대한 것으로 인정 받기도 했었다. 그 반지름은 태양의 최소 1,300배 ~ 최대 2,069배(평균 1,420배, 약 6.6 천문단위, 약 9억 8789만 킬로미터)이다. 지구로부터 약 3,900 광년 떨어져 있다.

## 관측 역사
큰개자리 VY가 처음으로 수록된 것은 제롬 랄랑드가 1801년 3월 7일에 기록한 성표에서였다. 이 기록에는 큰개자리 VY가 7등급 별로 나와 있다. 19세기 이 별의 겉보기 등급에 대해 더 상세한 연구가 이루어졌는데, 1850년 이래로 서서히 어두워지고 있다는 사실을 알아냈다. 1847년부터 큰개자리 VY는 붉은색 별로 기록되어 왔다. 19세기부터 관측자들은 큰개자리 VY가 적어도 여섯 개의 구성원으로 이루어진 다중성계일 가능성을 제기해 왔다. 그러나 현 시점에서 이 여섯 광원은 별 주위 성운으로 밝혀졌다. 1957년 및 1998년 관측으로 큰개자리 VY는 동반성을 거느리지 않는 홑별임이 증명되었다.

## 물리적 특성

### 크기

큰개자리 VY와 태양의 크기 비교.

큰개자리 VY는 분광형 M에 표면 온도는 약 3,500 켈빈이다. 따라서 헤르츠스프룽-러셀 도표 위에서도 우측 최상단에 위치하며, 이로써 이 별은 진화가 매우 진척되었음을 알 수 있다. 질량으로 미루어 보아 큰개자리 VY는 주계열성 시절 분광형 O형에 질량은 태양의 최소 15 ~ 최대 35배는 되었을 것이다.
미네소타 대학교 교수 로버타 험프리 (2006)는 큰개자리 VY의 반경을 대략 태양의 1800-2100배 정도로 추정하였다. 이 크기에서 만약 태양 대신 큰개자리 VY를 태양계 중심에 놓는다고 가정하면, 큰개자리 VY는 목성을 삼키고 토성 궤도 근처까지 미칠 것이다. 예를 들어, 만약 어떤 사람이 큰개자리 VY의 표면을 걷기 시작한다면(여기에서 사람은 하루에 시속 3마일 (약 4.83 km)의 속도로 8시간을 걸을 수 있다고 가정한다.) 완전히 횡단하기 위해 65만년의 시간이 필요하다. (같은 조건으로 지구 둘레를 통과하는데는 2년 11개월, 태양의 둘레를 통과하는 데는 310년 7개월이 걸린다.) 빛의 속도로도 별을 일주하는 데에 8시간이 걸린다. 관측 사상 가장 큰 별로 알려지기도 했으나 2012년 VLTI로 보다 정교하게 관측한 결과 수정된 반지름은 태양의 1420 ± 120배로 이전보다 많이 하향되었다. 하지만 2020년 관측 결과에서 반지름이 태양보다 2069배 더 크다는 결과가 나왔다. 현재 스티븐슨2-18보다 조금 더 작다.

### 크기에 관한 논쟁
큰개자리 VY의 정확한 분류에 대해서는 여러 가지 주장이 발표되었다.
- 첫 번째 의견은, 큰개자리 VY는 굉장히 거대하고 밝은 적색 극대거성(hypergiant star)이라는 의견이다. 이 주장대로라면 큰개자리 VY는 이론상 항성이 부풀어 오를 수 있는 최대 크기보다 더 커져있는 상태이며, 비슷한 분광형의 별 표면온도가 내려갈 수 있는 하한치보다 더 차가운 상태이다.(로버타 험프리의 논문[9])
- 다른 의견은, 큰개자리 VY는 태양의 600배정도의 반경을 가진 보통의 적색 초거성이라는 의견이다. (메시, 리베스크, 플레즈의 논문[10])
- 이후 험프리와 메시의 측정치 중간 정도의 크기 및 밝기라는 연구결과도 나왔다. 이 경우 큰개자리 VY는 적색 초거성 중에서 극도로 밝고 거대한 부류에 들어가는데, 별의 방출 스펙트럼과 높은 질량손실률을 볼 때 극대거성으로 분류할 수도 있다.[4][11]

다른 거대한 별들과 마찬가지로 큰개자리 VY 역시 별의 '표면'을 어디에서부터 정의하느냐의 문제에 직면한다. 이 별의 평균 밀도는 0.000005 ~ 0.000010 kg/m3으로 지표면 공기 밀도의 수백만 분의 일에 지나지 않는다. 게다가 별의 외곽 대기는 중력의 속박을 풀고 빠른 속도로 우주로 탈출하고 있다. 이런 별의 지름은 로슬랜드 반지름에 따라 광학적 깊이가 1이 되는 지점을 기준으로 측정한다.(일부 논문에서는 2/3 등 다른 값을 이용하기도 한다.) 큰개자리 VY의 경우 광학적 깊이의 설정값이나 측정 파장대에 따라 반지름은 다르게 나온다.

### 밝기
2006년 로버타 험프리는 분광에너지분포 거리를 이용하여 별의 광도를 계산했다. 별에서 나오는 대부분의 복사에너지가 별 주변에 둘린 구름에 막혀 지구에 도달하지 않기 때문에 험프리는 별 주변 성운 전체의 총 플럭스를 합쳤다. 그 결과 큰개자리 VY의 광도는 태양의 56만 배 정도로 나왔다. 이후 다양한 방법으로 별의 밝기를 다시 재었는데 광도는 이전보다 낮은 태양의 30만 배 수준으로 조정되었다.

## 별주위 환경
큰개자리 VY는 주변으로 퍼져나가는 성운에 둘러싸여 있으며 이 성운은 예전에 짝별로 잘못 알려지기도 했다. 이후 허블 우주 망원경의 도움으로 별주위 환경 연구가 자세히 이뤄졌는데 성운은 과거 폭발로부터 생겨난 노끈 및 원호 모양의 복잡한 구조로 이루어져 있다. 황색 극대거성 IRC+10420 주변에도 비슷한 구조가 있는데 이로부터 천문학자들은 큰개자리 VY가 초장에 초신성 폭발을 하지 않을 경우, 쭈그러들어 황색 극대거성으로 변한 뒤 밝은 청색변광성이 되다가 최후에는 볼프-레이에별까지 진화하리라 예상하고 있다. 별 외곽대기가 비대칭적으로 질량을 방출하는 현상은 지난 1천 년 사이에 일어난 것으로 추정된다. 별의 희박한 바깥쪽 대기에서는 강력한 대류현상이 일어나며 이것이 별의 자기장과 맞물려 질량손실이 발생한다. 이는 태양의 흑점과 코로나 방출이 연계된 것과 비슷한 원리이나 그 규모는 훨씬 더 크다.

## 거리 결정
연주시차를 이용, 항성과 지구 사이 거리를 구할 수 있다. 그러나 연주시차법은 비교적 지구와 가까운 별의 경우는 쓸모있으나, 별이 지구로부터 멀리 있을수록 관측값의 신뢰도는 떨어지게 된다. 큰개자리 VY는 지구로부터 멀리 떨어져 있기 때문에 연주시차의 오차 한계가 크고, 따라서 정확한 거리를 구하는 데 어려움이 있다.
1976년 찰스 라다와 마크 레이드는 큰개자리 VY 동쪽으로 15분각 거리에 있는, 테두리가 밝게 빛나는 분자 구름의 발견 사실을 논문으로 내놓았다. 분자 구름의 테두리 부분에서 일산화 탄소의 갑작스러운 감소 및 12CO 방출 광도의 상승이 관측되었다. 이는 분자 물질이 파괴됨과 함께 구름 바깥쪽이 가열되고 있음을 증명하는 현상이다. 라다와 레이드는 이 구름과 지구 사이 거리가 큰개자리 VY와의 거리와 거의 같다고 가정했는데, 이 분자구름과 큰개자리 VY는 서로 연결되어 있는 것으로 보이며, 산개 성단 NGC 2362의 구성원일 가능성이 있다. 헤르츠스프룽-러셀 도표로 미루어 보아 NGC 2362와 우리 사이 거리는 최소 3,260 ~ 최대 6,520 광년이다. 따라서 큰개자리 VY도 지구로부터 비슷한 거리만큼 떨어져 있을 것으로 추측할 수 있다. 이후 NGC 2362까지의 거리가 보다 정교하게 나왔는데 그 값은 1200 파섹(3920 광년)이다.

## 같이 보기
- 겉보기 등급
- 크기 정도 (길이)
- 반지름 순 별 목록
- 외계행성
  - WASP-17b
- 항성
  - 방패자리 UY
  - 백조자리 NML
  - 세페우스자리 뮤
  - 세페우스자리 VV
  - 세페우스자리 V354
  - 웨스터룬드 1-26
  - R136a1
  - WOH G64